# Steven Stosny
Steven Stosny é o fundador da CompassionPower no subúrbio de Washington, D.C. e autor de vários livros sobre como melhorar os relacionamentos. Ele lecionou na Universidade de Maryland e no St. Mary's College de Maryland. Stosny argumenta que o aconselhamento matrimonial, a psicoterapia, o controle da raiva e o tratamento do agressor costumam piorar os relacionamentos porque, entre outras coisas, os terapeutas fazem as mulheres magoadas se sentirem envergonhadas de seus sentimentos naturais (embora irracionais) de culpa.

## Modelo Stosny
Stosny é o criador do modelo Stosny de programas de intervenção comportamental para abusadores de parceiros íntimos. Seu foco é nutrir a compaixão, em contraste com o modelo de Duluth, cujo foco é fazer com que os ofensores adotem os princípios feministas. O programa de Stosny busca usar ferramentas como o vídeo, dramatizando o abuso conjugal do ponto de vista de um menino, para dissipar a resistência do cliente ao fornecer motivação interna para controlar o comportamento violento. A pesquisa de Stosny mostra que o aumento da autoestima durante o tratamento para parceiros violentos de homens está correlacionado com a redução da violência e não aumenta o risco de subsequente agressão no relacionamento.
Stosny é autor e coautor de vários livros, e também de um blog de psicologia. Seus livros foram traduzidos para o espanhol, italiano, e alemão.